# Euphaea guérini
Euphaea guérini är en trollsländeart. Euphaea guérini ingår i släktet Euphaea och familjen Euphaeidae.

## Underarter
Arten delas in i följande underarter:
- E. g. guérini
- E. g. inouei